# Armatimonadota
Armatimonadota o Armatimonadetes es un filo  de bacterias Gram negativas aerobias quimioheterótrofas. Se describió originalmente únicamente sobre la base de secuencias de clones del gen 16S rRNA ambiental y se denominó temporalmente filo candidato OP10. Sin embargo, en 2011 se aisló una cepa bacteriana perteneciente al filo de una planta acuática en Japón. La especie se llamó Armatimonas rosea y fue el primer miembro de su filo, género y especie
Armatimonadota podría estar relacionado con las bacterias grampositivas en el reino Bacillati. Sus relaciones internas serían las siguientes:
|  | Fimbriimonadia                                                  |
|  |                                                                 |
|  | \| \| Armatimonadia \| \| \| \| \| \| Cthonomonadia \| \| \| \| |
|  |                                                                 |
|  | Armatimonadia                                                   |
|  |                                                                 |
|  | Cthonomonadia                                                   |
|  |                                                                 |

|  | Armatimonadia |
|  |               |
|  | Cthonomonadia |
|  |               |

|  | Fimbriimonadia                                                  |
|  |                                                                 |
|  | \| \| Armatimonadia \| \| \| \| \| \| Cthonomonadia \| \| \| \| |
|  |                                                                 |
|  | Armatimonadia                                                   |
|  |                                                                 |
|  | Cthonomonadia                                                   |
|  |                                                                 |

|  | Armatimonadia |
|  |               |
|  | Cthonomonadia |
|  |               |